# Lefua
Genre
Lefua est un genre de poissons d'eau douce téléostéens de la famille des Nemacheilidae (ordre des Cypriniformes). Ce sont des « loches de pierre » originaires d'Eurasie.

## Liste des espèces
Selon World Register of Marine Species (16 février 2024) :
- Lefua costata (Kessler, 1876)
- Lefua echigonia Jordan & Richardson, 1907
- Lefua hoffmanni Herre, 1932
- Lefua nikkonis (Jordan & Fowler, 1903)
- Lefua pleskei (Herzenstein, 1888)
- Lefua sayu (Herre & Lin, 1936)
- Lefua tokaiensis Ito, Hosoya & Miyazaki, 2019
- Lefua torrentis Hosoya, Ito & Miyazaki, 2018

## Galerie

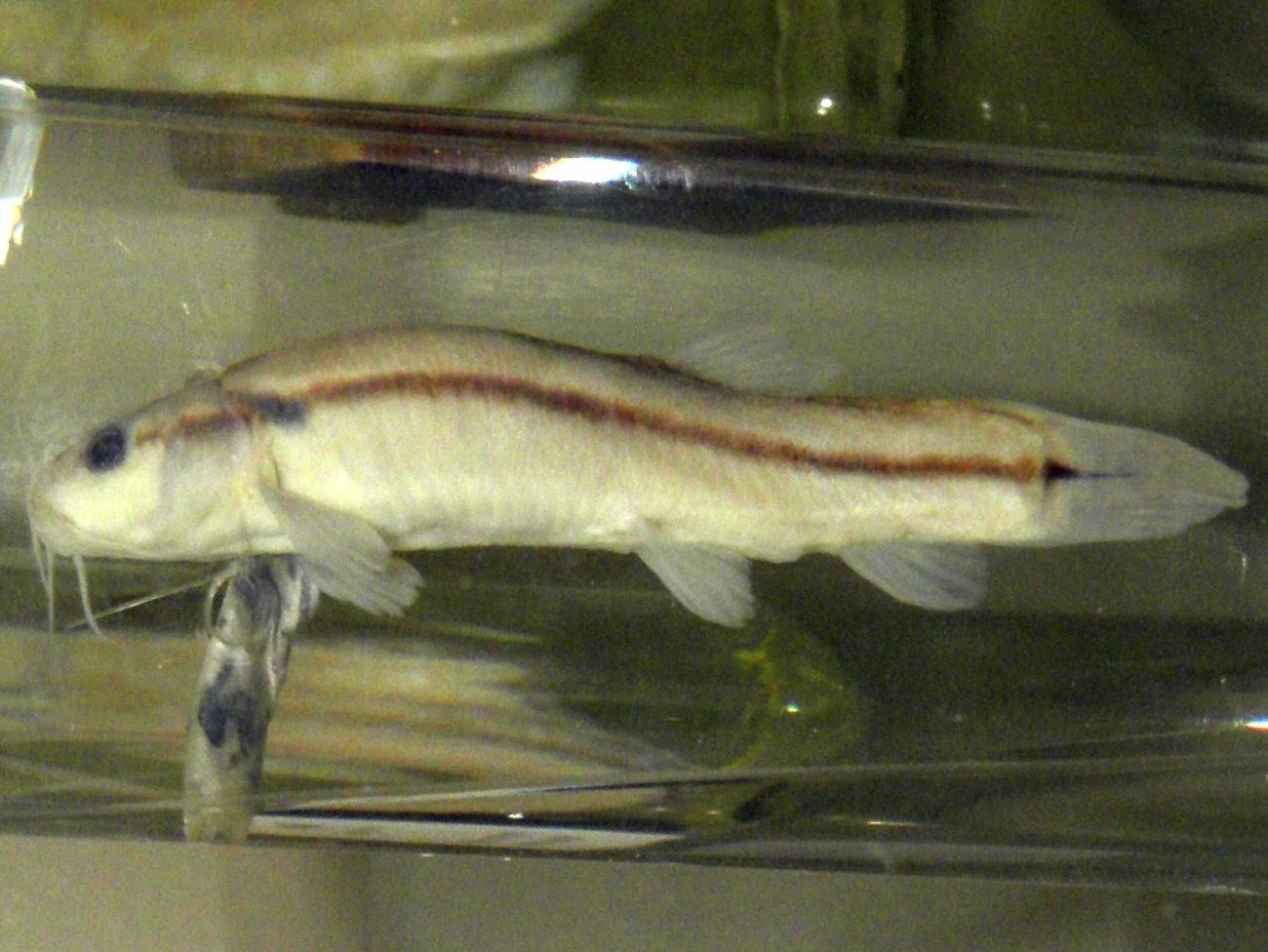
Lefua costata
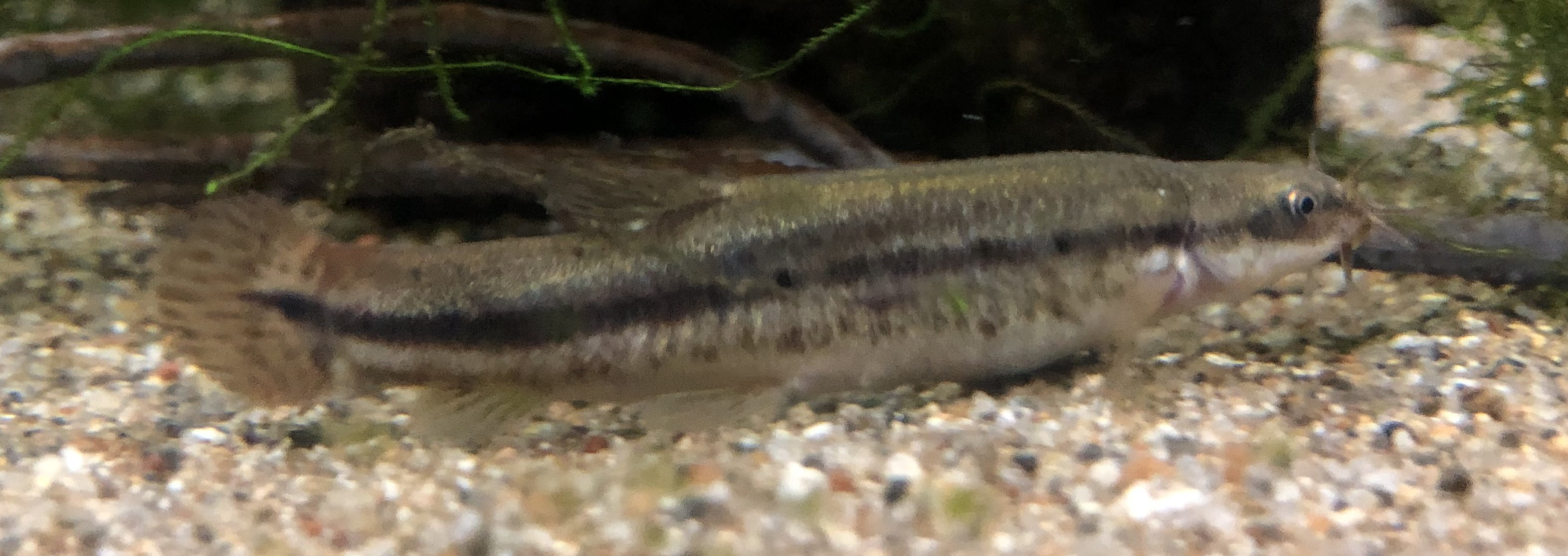
Lefua nikkonis
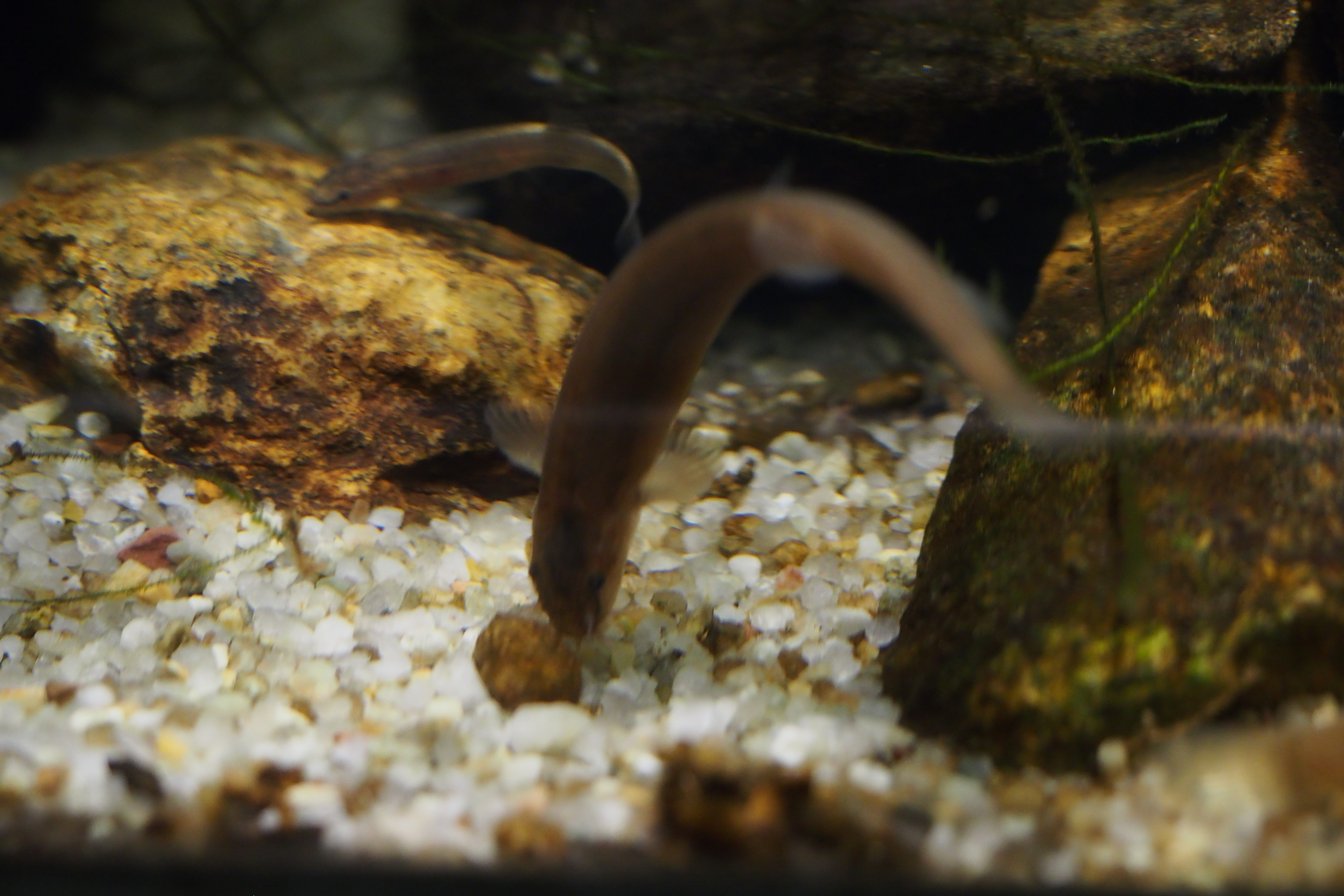
Lefua sp.

## Classification
Le nom valide complet (avec auteur) de ce taxon est Lefua Herzenstein, 1888.
Lefua a pour synonymes :
- Elxis Jordan & Fowler, 1903
- Octonema Herzenstein in Herzenstein & Warpachowski, 1888

## Étymologie
Le nom générique, Lefua, fait référence à la localité type de l'espèce Lefua pleskei, la Lefu (de), une rivière russe du kraï du Primorié, désormais nommée Ilistaya depuis 1972.